# Stele des Anchefenchons
Die Stele des Anchefenchons wurde 1858 im Totentempel der Königin (Pharao) Hatschepsut von Auguste Mariette bei einer Ausgrabung in Deir el-Bahari gefunden.
Die ehemals neben den Särgen des Monthpriesters Anchefenchons gelegene und auf 680/70 v. Chr. datierte Stele stammt aus der 25. Dynastie. Sie ist heute im Ägyptischen Museum in Kairo unter der Ausstellungsnummer 9422 zu finden.
Die Stele besteht aus Holz und wurde mit einer Art Gips überzogen. Sie ist 51,5 Zentimeter hoch und 31 Zentimeter breit. Auf der Vorderseite ist Anchefenchons als Künder von Month zu sehen. Ihm gegenüber sitzt auf einem Thron der falkenköpfige Re-Harachte, eine Form des Gottes Horus.
Als Richter lässt er die Toten passieren, die in das westliche Reich der Toten gelangen wollen. Darüber ist Behedeti, als Sonne mit Falkenflügeln und Nut, die Himmelsgöttin, die mit ihren Füßen und Händen den Boden berührt, abgebildet.
Die Stele ist vor allem bekannt durch ihre Rolle bei der Entstehung des Liber AL vel Legis, des „Buchs des Gesetzes“, das von dem britischen Okkultisten Aleister Crowley im April 1904 in Kairo niedergeschrieben wurde und der zentrale Text der von Crowley begründeten Thelema-Bewegung ist, wo die Stele als Stele der Offenbarung (englisch Stélé of Revealing) und seltener als Stele 666 bezeichnet wird, entsprechend der Inventarnummer 666 des Bulaq-Museums, wo sie seinerzeit aufbewahrt wurde.

## Übersetzung
Die Hieroglyphen sind hier in seitenverkehrter Ordnung abgebildet, um die Zuordnung zur Übersetzung zu erleichtern.

## Rezeption

### Rolle der Stele bei der Entstehung des „Buchs des Gesetzes“

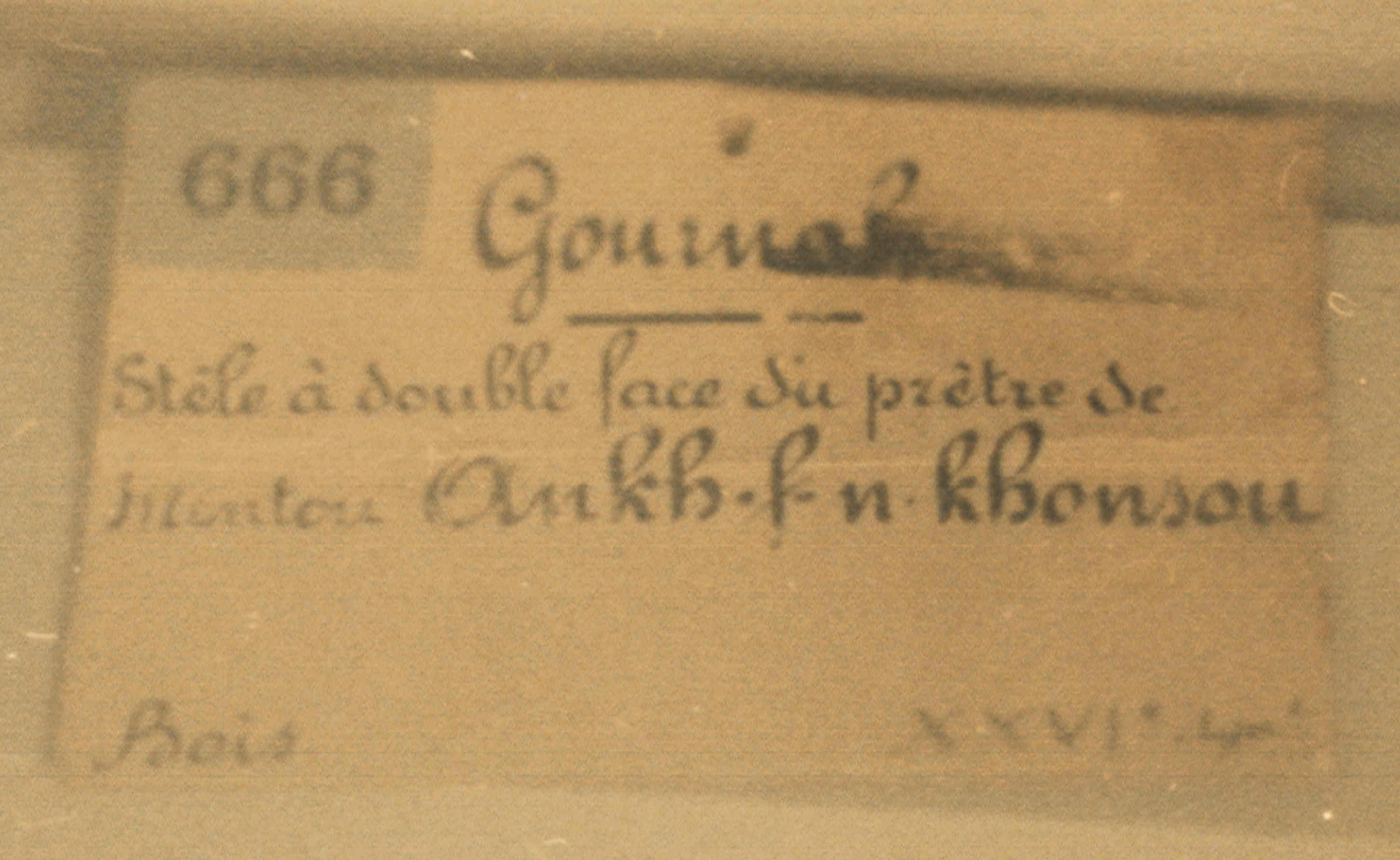
Inventarnummer 666 des Bulaq-Museums

Im Frühjahr 1904 war Crowley mit seiner Frau Rose, geborene Kelly, auf der Rückreise, nachdem sie die geplante Fortsetzung ihrer Hochzeitsreise auf Ceylon abgebrochen hatten, da Rose schwanger geworden war. Das Paar machte Station in Kairo, wo Crowley seine junge Frau mit der Beschwörung von Elementargeistern zu beeindrucken suchte. Zu diesem Zweck hatte er eines der von ihnen bewohnten Appartementzimmer als Tempel eingerichtet. Rose sah keine Sylphen, fiel aber in eine Trance und murmelte „Sie erwarten dich.“ Crowley maß dem zunächst keine Bedeutung bei und schrieb es der Schwangerschaft oder dem Alkohol zu. Die Äußerungen wiederholten sich jedoch in den folgenden Tagen und schließlich sagte Rose, dass der Wartende der ägyptische Gott Horus sei. Crowley überprüfte das, indem er Rose in Hinsicht auf die esoterischen Entsprechungen des Gottes (Farbe, Planet, Attribute etc.) examinierte. Zu seiner Überraschung gab Rose durchweg richtige Antworten, was Crowley nun meinte nicht mehr für Zufall halten zu können.

„On some day before March 23rd, Ouarda identified the particular god with whom she was in communication from a stele in the Boulak Museum, which we had never visited. It is not the ordinary form of Horus but Ra-Hoor-Khuit. I was no doubt very much struck by the coincidence that the exhibit, a quite obscure and undistinguished stele, bore the catalogue number 666. But I dismissed it as an obvious coincidence.“

„An einem Tag vor dem 23. März identifizierte Ouarda [= Rose Crowley] jenen Gott, mit dem sie in Kontakt stand, anhand einer Stéle im Boulak-Museum, das wir zuvor nie besucht hatten. Es handelt sich nicht um die übliche Form von Horus, sondern um Ra-Hoor-Khuit. Ich war ohne Zweifel sehr betroffen durch die Übereinstimmung, dass das Ausstellungsstück, eine ziemlich obskure und unbedeutende Stéle, die Katalognummer 666 trug. Aber ich hielt das für einen offensichtlichen Zufall.“

Rose hatte also unter zahlreichen anderen Darstellungen des Horus die Stele des Anchefenchons identifiziert. Crowley interessierte sich natürlich nun für die Stele und die Bedeutung der abgebildeten Hieroglyphen. Er dinierte mit Emil Brugsch, damals Kurator des Museums, der von seinem Assistenten eine französische Übersetzung anfertigen ließ, von der Crowley sich umgehend zu einer freien Übertragung in englische Verse inspirieren ließ. Die ersten beiden Strophen lauten:
| Above, the gemmèd azure is The naked splendour of Nuit; She bends in ecstasy to kiss The secret ardours of Hadit. The wingèd globe, the starry blue Are mine, o Ankh-f-n-Khonsu. I am the Lord of Thebes, and I The inspired forth-speaker of Mentu; For me unveils the veiled sky, The self-slain Ankh-f-n-Khonsu Whose words are truth. I invoke, I greet Thy presence, o Ra-Hoor-Khuit! | Oben juwelengeschmücktes Azur Die nackte Pracht Nuits; Sie neigt sich in Ekstase, zu küssen Die geheimen Glut Hadits. Der geflügelte Globus, das Sternenblau Sind mein, o Ankh-f-n-Khonsu. Ich bin der Herr Thebens, bin Der inspirierte Sprecher von Mentu; Der verhüllte Himmel enthüllt sich, mir, Dem selbsterschlagenen Ankh-f-n-Khonsu Dessen Worte Wahrheit sind. Ich rufe, ich grüße Deine Gegenwart, o Ra-Hoor-Khuit! |

Crowley führte entsprechend den Anweisungen seiner Frau erstmals am 20. März in seinem Tempel ein Ritual für die Invokation von Horus durch, bei dem ihm der Beginn eines neuen Äons, des Äon des Horus, verkündet wurde. Am 7. April forderte Rose ihn auf, er solle sich in den kommenden drei Tagen jeweils um 12 Uhr mittags bis 1 Uhr im Tempel bereithalten, eine Offenbarung zu empfangen. Dementsprechend schrieb Crowley zwischen dem 8. und 10. April in der Stunde nach Mittag den Text des Liber L nieder, der ihm von einer schattenhaften Gestalt namens Aiwass diktiert worden war.
Im Text des Liber AL wird die Stele zweimal ausdrücklich erwähnt, nämlich in Kapitel III in den Vers 10:

„Get the stélé of revealing itself; set it in thy secret temple—and that temple is already aright disposed—& it shall be your Kiblah for ever. It shall not fade, but miraculous colour shall come back to it day after day. Close it in locked glass for a proof to the world.“

„Erlange die Stele der Offenbarung selbst; stelle sie in deinen geheimen Tempel — und dieser Tempel ist bereits recht angelegt — und er soll deine Kiblah sein für immer. Sie wird nicht verblassen, sondern wundersame Farbe wird Tag um Tag zu ihr zurückkehren. Schließe sie ein in sicheres Glas als ein Beweis für die Welt.“

und Vers 19:

„That stélé they shall call the Abomination of Desolation; count well its name, & it shall be to you as 718.“

„Jene Stele werden sie den Greuel der Trostlosigkeit nennen: zähle wohl ihren Namen, & er soll für dich wie 718 sein.“

Vor allem die in Vers 19 genannte Zahl 718 hat Crowley nach eigenem Bekunden lange beschäftigt. Offenbar handelt es sich um die numerologische Entsprechung eines bestimmten Namens, Crowley konnte jedoch zunächst keine überzeugende gematrische Lösung finden, bis er eine solche zuletzt in ΣΤΗΛΗ 666, also griechisch für „Stele 666“, gefunden zu haben meinte, wobei die Summe der Zahlenwerte der griechischen Buchstaben von ΣΤΗΛΗ Crowley zufolge 52 ist, in Summe also 52 + 666 = 718.
Die ursprüngliche Niederschrift, die in Form von als 66 Faksimileseiten als Liber 31 Eingang in den Kanon der Libri von Thelema fand (der Text des „Buchs des Gesetzes“ ist Liber 220), weist keine Verszählung und keine Aufteilung in Kapitel auf. Eine Verszählung und Paginierung der Kapitelseiten fand offenbar erst nachträglich statt.

### Die Stele in der Ikonographie von Thelema

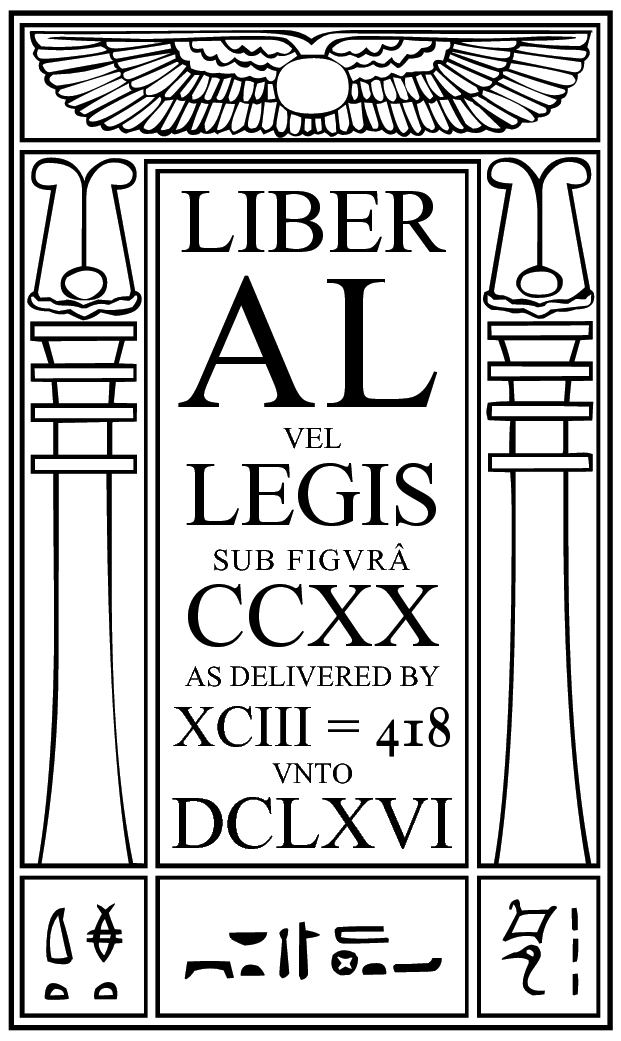
Titelseite des Liber AL im Design des O.T.O.

Entsprechend der Bedeutung, welche der Text im Laufe der Zeit für Crowleys esoterische Arbeiten und dann für die von ihm begründete Thelema-Bewegung gewann, wurden auch Bild- und Schriftelemente der Stele in die Ikonografie von Thelema aufgenommen.
Solche erscheint zum Beispiel auf der Karte The Aeon, Trumpf 20 des von Crowley in seinen letzten Lebensjahren entworfenen und von der Künstlerin Frieda Harris ausgeführten Thoth-Tarots. Die Karte zeigt den sich über den Himmel wölbenden Körper der Nut, im Zentrum den frontal dargestellten Re-Harachte und darunter die geflügelte Sonne von Hadit-Behdeti. Das Crowley-Deck hat inzwischen in der westlichen Esoterik Verbreitung weit über die Thelema-Bewegung hinaus gefunden.

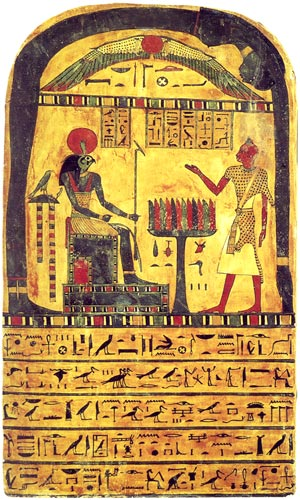
Die Vorderseite der Stele (Ägyptisches Museum)

So finden sich Elemente der Stele in Schriften und auf Webseiten, die mehr oder minder eng mit Thelema verknüpft sind. So wird für die Libri von Thelema und für die Schriften des Ordo Templi Orientis (O.T.O.), einer von Crowley begründeten spirituellen Gemeinschaft, ein einheitliches Design mit einigen dieser Elemente verwendet (siehe Bild). Der Titel ist dabei flankiert von zwei Djed-Pfeilern mit Atef-Krone, darüber die geflügelte Sonne von Hadit, im unteren Feld die erste Zeile der Inschrift der Vorderseite („Behedeti, der große Gott, Herr des Himmels“) und unter den Djed-Pfeilern weitere Teile der Inschrift, nämlich „Brot und Bier“ links und „Vieh und Geflügel“ rechts, die Bestandteile eines Opfers.

### Rückseite

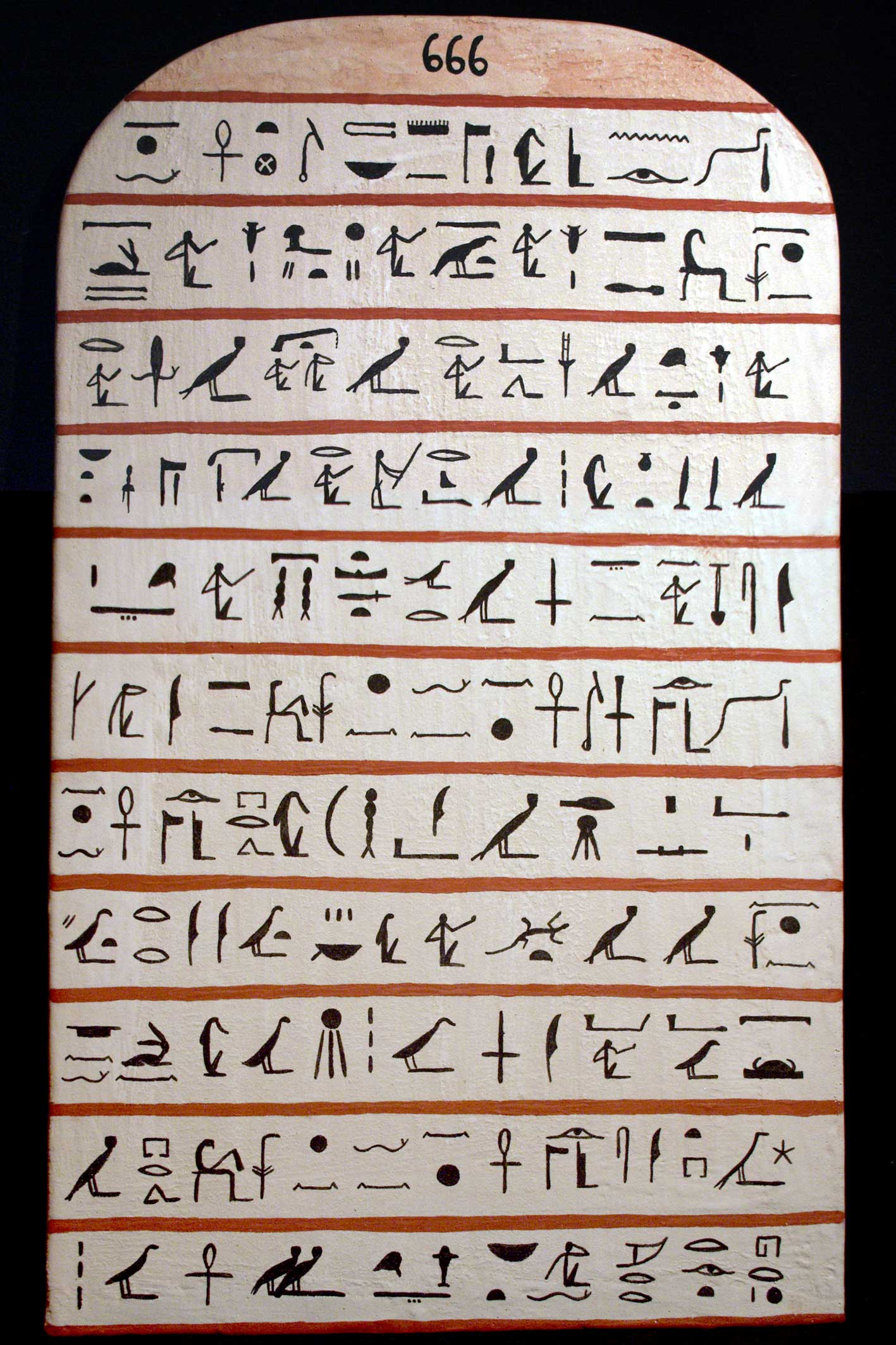
Replik: Die Rückseite der Stele (Ägyptisches Museum)